# Lögn (film)
Lögn är en svensk komedifilm från 1996 i regi av Carl Johan De Geer. I rollerna ses bland andra Gert Fylking, Margareta Stone och Ted Åström.

## Om filmen
Inspelningen ägde rum 1995 i Stockholm med Freddy Olsson som producent och Ulf Mattmar och Anders Nilsson som fotografer. Filmen premiärvisades den 16 februari 1996 på biograf Zita i Stockholm.
De flesta kritiker var roade av filmen, men gav den ändå medelmåttigt betyg.

## Handling
En docent i psykologi i Stockholm är besatt av att förföra praktiskt taget varenda kvinna han stöter på, inklusive sina studenter. Efterhand stöter han dock på två problem. Det första är en student som hotar avslöja hans leverne för universitetsledningen och det andra är hans talarstol, som han älskar mycket, försvinner. Han hittar talarstolen i en lagerlokal och kör tillbaka den. På vägen träffar han en ung liftar och han slänger därför bort talarstolen och kör med henne ut från Stockholm.

## Rollista
- Gert Fylking – docenten
- Margareta Stone – student
- Ted Åström – vaktmästaren
- Felix Sjösten	– docenten som barn
- Irma Schultz – kaféservitris
- Ulrika Hansson – blomsterhandlare
- Ingela Olsson – kulturjournalisten
- Tomas Norström – docenterns mors älskare
- Katarina Cohen – student
- Erik Fylking – docenten som ung
- Anna-Lena Hemström – student
- Regina Lund – liftaren
- Åsa Egnér – student
- Josefin Elfström – student
- Jannike Grut – student
- Johan Humlesjö – student
- Justine Kirk – student
- Pär Lindström	– student
- Per Löfberg – student
- Magnus Munkesjö – student
- Magnus Skarbo	– student